# Nokia Lumia 820
De Nokia Lumia 820 is een smartphone van het Finse bedrijf Nokia en is de opvolger van de Nokia Lumia 800. Het is Nokia's eerste high-end-toestel met Windows Phone 8 en kreeg in 2014 een update naar Windows Phone 8.1. De Nokia Lumia 820 werd tegelijkertijd aangekondigd met de duurdere Nokia Lumia 920.
De Lumia 820 was beschikbaar in zeven verschillende kleuren.

## Nokia Lumia 810
De Nokia Lumia 810 is een van de twee Amerikaanse varianten van de Lumia 820. Er zijn enige verschillen zoals dat de Lumia 810 iets langer is waardoor sommige accessoires zoals screenprotecters en hoesjes niet passen. Verder heeft de Lumia 810 Gorilla Glass 2, een grotere batterij en een betere camera aan de voorzijde. De Lumia 810 werd alleen bij T-Mobile in de Verenigde Staten verkocht. De Lumia 810 was alleen beschikbaar in zwart.

## Nokia Lumia 822
Naast de Nokia Lumia 810 is er nog een andere variant beschikbaar, de Nokia Lumia 822. Deze smartphone is exclusief beschikbaar bij de Amerikaanse telecomprovider Verizon. De Lumia 822 heeft veel gemeen met de Lumia 810, zo zijn de afmetingen hetzelfde, maar er zijn ook verschillen. Zo heeft de Lumia 822 de dubbele opslagcapaciteit en net zoals de Lumia 820, ondersteuning voor 4G. T-Mobile achtte 4G in de Lumia 810 niet nodig, aangezien ze destijds nog geen zendmasten hadden die compatibel waren met 4G. Verizon vond juist van wel, en heeft daarom alleen ondersteuning voor Band 13, die exclusief door Verizon in de Verenigde Staten wordt gebruikt. De Lumia 822 was beschikbaar in vier verschillende kleuren.

## Draadloos opladen
De Nokia Lumia 810, 820 en 822 bevatten de technologie voor draadloos opladen, en zijn daarmee een van de eerste smartphones die de mogelijkheid hebben om dat te kunnen. Er wordt gebruik gemaakt van de technologie van Qi.

## PureView
De Nokia Lumia 820 bevat een camera onder de PureView naam. Deze 8,7 megapixel camera werd gemaakt in samenwerking werd Carl Zeiss. De PureView beeldvormende technologie levert hoge kwaliteit foto's, scherpe zoom en verbeterde prestaties bij weinig licht.

## Problemen

### Nokia Lumia 810
De Nokia Lumia 810 had een aantal problemen waaraan de Lumia 820 en 822 niet leden.

#### Geen upgrade naar Windows Phone 8.1
T-Mobile kondigde in oktober aan dat de Lumia 810 geen update zou krijgen naar Windows Phone 8 Update 3, samen met de Lumia Black software. Dit betekende ook dat er geen update zou komen naar Windows Phone 8.1, die grote verbeteringen aan Windows Phone toevoegt. Dit leidde tot veel ophef omdat het toestel nog geen jaar oud was, en omdat andere Lumia smartphones, zoals de Lumia 521 die ook bij T-Mobile werd verkocht, met mindere specificaties de update wel gewoon kregen. Het werd nog erger toen Verizon de Lumia 822 de update wel uitrolde, zonder problemen. Via de preview voor developers app, de voorganger van het Windows Insider programma, is Windows Phone 8.1 wel gewoon te installeren. De slechte support was volgens vele nergens voor nodig, want de Lumia 820 en 822 presteerden gewoon goed met de updates.

#### Geen FM radio
Aangezien de Lumia 810 geen FM radio-ontvanger heeft, is het niet mogelijk om naar FM radio te luisteren. Dit zorgde voor veel kritiek, want naar muziek luisteren via mobiele data kost geld, waar FM radio gratis is. Aangezien de Lumia 810 gebruikmaakt van dezelfde processor als de Lumia 820 en 822 zou er wel een FM-chip moeten zijn, maar Nokia heeft gezegd dat er niet de goede hardware in de Lumia 810 zit.

#### Geen Bluetooth 4.0
Doordat de Lumia 810 de update naar Windows Phone 8.1 miste, konden er veel functies niet worden gebruikt. Windows Phone 8.1 bracht een verbeterd framework voor apps met zich mee en had daarnaast ook ondersteuning voor Bluetooth 4.0. De Bluetooth chip op de Snapdragon S4 SoC had al ondersteuning voor Bluetooth 4.0, maar kon op Windows Phone 8 nog niet worden geactiveerd. Verder werd ook de camera app verbeterd met diverse nieuwe functies, die de gebruikerservaring aanzienlijk verbeterden.

### Geen upgrade naar Windows 10 Mobile
Bij de laatste grote update van Windows Phone 8.1 (Update 2) werd de ondersteuning voor veel oudere Lumia's stopgezet, waaronder die van de Lumia 820/822. Dit betekende ook dat de toestellen geen ondersteuning voor Windows 10 Mobile zouden krijgen. In eerdere fasen werd er echter door Microsoft geëxperimenteerd met deze telefoons omdat hun doel was alle telefoons met Windows Phone 8.1 de upgrade te geven naar Windows 10 Mobile (v1511), zelfs als Update 2 niet was geïnstalleerd. Via het Windows Insider programma konden testversies van Windows 10 Mobile v1511 worden geïnstalleerd, en later ook de stabiele release. De update werd echter nooit officieel uitgerold omdat Microsoft beweerde dat de prestaties niet goed genoeg zouden zijn door de verouderde processor en het tekort aan RAM. Dit leidde tot veel kritiek omdat deze versie wel degelijk goed zou werken. Latere versies van Windows 10 Mobile, zoals de Jubileumupdate (v1607) werden in zijn algeheel niet ondersteund, ook niet via het Insider programma.

## Root access
In 2015 werd er door ethisch hacker Rene Lergner, beter bekend onder alias Heathcliff74, een hack ontwikkeld waardoor tweede generatie Lumia's met Windows Phone 8 konden worden geroot, met uitzondering van de Lumia Icon en Lumia 1520. Via een applicatie genaamd Windows Phone Internals kon de bootloader worden ontgrendeld en werd het dus mogelijk om niet-geautoriseerde code uit te voeren. De ontdekkingen werden goed ontvangen door anderen, zo konden er aanpassingen gemaakt worden. Begin 2018 werd versie 2 uitgebracht die ook werkte met Windows 10 Mobile en de nieuwere Lumia's. Deze versie werd later open source.

## Specificaties
| Modellen                 | Modellen                      | Lumia 810                           | Lumia 820                           | Lumia 822                           |
| Introductie              | Introductie                   | 5 september 2012                    | 29 oktober 2012                     | 5 september 2012                    |
| Originele OS versie      | Originele OS versie           | Windows Phone 8                     | Windows Phone 8                     | Windows Phone 8                     |
| Hoogste OS versie        | Officieel                     | Windows Phone 8 Update 2            | Windows Phone 8.1 Update 1          | Windows Phone 8.1 Update 1          |
| Hoogste OS versie        | Insider previews              | Windows 10 Mobile (1511)            | Windows 10 Mobile (1511)            | Windows 10 Mobile (1511)            |
| Productie codenaam       | Productie codenaam            | RM-878                              | RM-824/825/826                      | RM-845                              |
| Specificaties            | Specificaties                 | Lumia 810                           | Lumia 820                           | Lumia 822                           |
| Afmetingen               | hoogte                        | 127,8 mm                            | 123,8 mm                            | 127,8 mm                            |
| Afmetingen               | breedte                       | 68,4 mm                             | 68,5 mm                             | 68,4 mm                             |
| Afmetingen               | dikte                         | 10,9 mm                             | 9,9 mm                              | 11,2 mm                             |
| Gewicht (g)              | Gewicht (g)                   | 145 g                               | 160 g                               | 141,6 g                             |
| Volume (cm3)             | Volume (cm3)                  | 92 cm3                              | 83,5 cm3                            | 92 cm3                              |
| Kleuren achterkant       |                               |                                     |                                     |                                     |
| Kleuren voorkant         |                               |                                     |                                     |                                     |
| Verwijderbare achterkant | Verwijderbare achterkant      | Ja                                  | Ja                                  | Ja                                  |
| Scherm                   | Scherm                        | Lumia 810                           | Lumia 820                           | Lumia 822                           |
| Diagonaal (inch)         | Diagonaal (inch)              | 4,3" (10,92 cm)                     | 4,3" (10,92 cm)                     | 4,3" (10,92 cm)                     |
| Resolutie (pixels)       | Resolutie (pixels)            | 480×800                             | 480×800                             | 480×800                             |
| Pixel dichtheid (ppi)    | Pixel dichtheid (ppi)         | 217                                 | 217                                 | 217                                 |
| Schermafmetingen         | hoogte                        | 93,0 mm                             | 93,0 mm                             | 93,0 mm                             |
| Schermafmetingen         | breedte                       | 56,0 mm                             | 56,0 mm                             | 56,0 mm                             |
| Screen-to-body-ratio     | Screen-to-body-ratio          | 60,20%                              | 61,41%                              | 60,20%                              |
| Kleurweergave            | Kleurdiepte                   | TrueColor 24-bit (16777216 kleuren) | TrueColor 24-bit (16777216 kleuren) | TrueColor 24-bit (16777216 kleuren) |
| Kleurweergave            | DCI-P3-kleurruimte            | Nee                                 | Nee                                 | Nee                                 |
| ClearBlack polarizer     | ClearBlack polarizer          | Ja                                  | Ja                                  | Ja                                  |
| Glance scherm            | Glance scherm                 | Ja                                  | Ja                                  | Ja                                  |
| Gorilla Glass            | Gorilla Glass                 | Gorilla Glass 2                     | Nee                                 | Gorilla Glass 2                     |
| On-screen taakbalk       | On-screen taakbalk            | Nee                                 | Nee                                 | Nee                                 |
| Super Sensitive Touch    | Super Sensitive Touch         | Ja                                  | Ja                                  | Ja                                  |
| Technologie              | Technologie                   | AMOLED                              | AMOLED                              | AMOLED                              |
| Verversingssnelheid      | Verversingssnelheid           | 60 Hz                               | 60 Hz                               | 60 Hz                               |
| Geheugen/Processor       | Geheugen/Processor            | Lumia 810                           | Lumia 820                           | Lumia 822                           |
| RAM                      | RAM                           | 1 GB                                | 1 GB                                | 1 GB                                |
| Opslag                   | Opslag                        | 8 GB                                | 8 GB                                | 16 GB                               |
| Uitbreidbaar             | Uitbreidbaar                  | microSD, tot 64 GB                  | microSD, tot 64 GB                  | microSD, tot 64 GB                  |
| Processor                | System-on-a-chip              | Qualcomm Snapdragon S4 MSM8960      | Qualcomm Snapdragon S4 MSM8960      | Qualcomm Snapdragon S4 MSM8960      |
| Processor                | Bit                           | 32 bit                              | 32 bit                              | 32 bit                              |
| Processor                | Cores                         | Dual core                           | Dual core                           | Dual core                           |
| Processor                | Productie-procedé             | 28 nm                               | 28 nm                               | 28 nm                               |
| Processor                | ARM-instructieset             | v7                                  | v7                                  | v7                                  |
| Processor                | Kloksnelheid per core (GHz)   | 1,5                                 | 1,5                                 | 1,5                                 |
| GPU                      | GPU                           | Adreno 225                          | Adreno 225                          | Adreno 225                          |
| Connectiviteit           | Connectiviteit                | Lumia 810                           | Lumia 820                           | Lumia 822                           |
| Netwerken                | GSM                           | 850/900/1800/1900                   | 850/900/1800/1900                   | 850/900/1800/1900                   |
| Netwerken                | UMTS                          | Band 1/2/4/5                        | Band 1/2/4/5/8                      | Band 1/2/5/8                        |
| Netwerken                | LTE Advanced                  | Geen 4G                             | Band 1/3/4/7/8/17/20                | Band 13                             |
| Bluetooth                | Bluetooth                     | 3.0                                 | 4.0                                 | 4.0                                 |
| Wifi                     | Wifi                          | a/b/g/n                             | a/b/g/n                             | a/b/g/n                             |
| NFC                      | NFC                           | Ja                                  | Ja                                  | Ja                                  |
| Gps                      | Gps                           | Ja                                  | Ja                                  | Ja                                  |
| GLONASS                  | GLONASS                       | Ja                                  | Ja                                  | Ja                                  |
| Sim                      | Aantal Sims                   | 1                                   | 1                                   | 1                                   |
| Sim                      | Grootte                       | Micro-Sim                           | Micro-Sim                           | Micro-Sim                           |
| Connectoren              | Audio                         | 3,5mm audio jack                    | 3,5mm audio jack                    | 3,5mm audio jack                    |
| Connectoren              | Opladen/Gegevensoverdracht    | USB Micro-B 2.0                     | USB Micro-B 2.0                     | USB Micro-B 2.0                     |
| Connectoren              | Video                         | Nee                                 | Nee                                 | Nee                                 |
| FM Radio                 | FM Radio                      | Nee                                 | Ja                                  | Ja                                  |
| Miracast                 | Miracast                      | Nee                                 | Nee                                 | Nee                                 |
| Digitale TV              | Digitale TV                   | Nee                                 | Nee                                 | Nee                                 |
| Continuum                | Continuum                     | Nee                                 | Nee                                 | Nee                                 |
| Batterij                 | Batterij                      | Lumia 810                           | Lumia 820                           | Lumia 822                           |
| Capaciteit (mAh)         | Capaciteit (mAh)              | 1800                                | 1650                                | 1800                                |
| Model                    | Model                         | BP-4W 3,7V                          | BP-5T 3,7V                          | BP-4W 3,7V                          |
| Verwijderbaar            | Verwijderbaar                 | Ja                                  | Ja                                  | Ja                                  |
| Qi draadloos opladen     | Qi draadloos opladen          | Ja                                  | Ja                                  | Ja                                  |
| Batterijvermogen (uur)   | Standby                       | 400                                 | 360                                 | 486                                 |
| Batterijvermogen (uur)   | Muziek playback               | 54                                  | 61                                  | 62,1                                |
| Batterijvermogen (uur)   | Video playback                | 7,3                                 | 5,6                                 | 8,1                                 |
| Batterijvermogen (uur)   | Video opname                  | n/a                                 | 2,7                                 | 3,2                                 |
| Batterijvermogen (uur)   | Wifi netwerk browsen          | 8                                   | 6                                   | 11,4                                |
| Batterijvermogen (uur)   | 3G netwerk browsen            | n/a                                 | n/a                                 | n/a                                 |
| Batterijvermogen (uur)   | Beltijd (2G)                  | 10,3                                | 15,4                                | 14                                  |
| Batterijvermogen (uur)   | Beltijd (3G)                  | 10,2                                | 8,1                                 | 11,7                                |
| Batterijvermogen (uur)   | Beltijd (4G)                  | Geen 4G                             | n/a                                 | n/a                                 |
| Technologie              | Technologie                   | Lithium-Polymer                     | Lithium-Polymer                     | Lithium-Polymer                     |
| Camera                   | Camera                        | Lumia 810                           | Lumia 820                           | Lumia 822                           |
| Camera aan de voorzijde  | Apertuur                      | ƒ/2,4                               | ƒ/2,4                               | ƒ/2,4                               |
| Camera aan de voorzijde  | Megapixel                     | 1,2                                 | 0,3                                 | 1,2                                 |
| Camera aan de voorzijde  | Videoresolutie                | HD (720×1280) in 30 fps             | VGA (480×640) in 30 fps             | HD (720×1280) in 30 fps             |
| Hoofdcamera              | Autofocus                     | Ja                                  | Ja                                  | Ja                                  |
| Hoofdcamera              | Apertuur                      | ƒ/2,2                               | ƒ/2,2                               | ƒ/2,2                               |
| Hoofdcamera              | 35mm equivalent (mm)          | 26 mm                               | 26 mm                               | 26 mm                               |
| Hoofdcamera              | Megapixel                     | 8,0                                 | 8,7 PureView                        | 8,0                                 |
| Hoofdcamera              | Sensorgrootte (inch)          | 1/3,2 (7,94 mm)                     | 1/3,2 (7,94 mm)                     | 1/3,2 (7,94 mm)                     |
| Hoofdcamera              | Videoresolutie                | FHD (1080×1920) in 30 fps           | FHD (1080×1920) in 30 fps           | FHD (1080×1920) in 30 fps           |
| Hoofdcamera              | Carl Zeiss Optics             | Ja                                  | Ja                                  | Ja                                  |
| Hoofdcamera              | Zoom                          | 4×                                  | 4×                                  | 4×                                  |
| Hoofdcamera              | Flits                         | Ja                                  | Ja                                  | Ja                                  |
| Hoofdcamera              | Optische beeldstabilisatie    | Nee                                 | Nee                                 | Nee                                 |
| Hoofdcamera              | Cameraknop                    | Ja                                  | Ja                                  | Ja                                  |
| Hoofdcamera              | Digital Negative image format | Nee                                 | Nee                                 | Nee                                 |
| Sensoren                 | Sensoren                      | Lumia 810                           | Lumia 820                           | Lumia 822                           |
| Windows Hello            | Vingerafdruk Scanner          | Nee                                 | Nee                                 | Nee                                 |
| Windows Hello            | Infrarood Iris Scanner        | Nee                                 | Nee                                 | Nee                                 |
| Microfoons               | Microfoons                    | 2                                   | 2                                   | 2                                   |
| Cortana                  | Cortana ondersteuning         | Nee                                 | Ja                                  | Ja                                  |
| Cortana                  | “Hey Cortana” oproep          | Via tweak                           | Via tweak                           | Via tweak                           |
| Accelerometer            | Accelerometer                 | Ja                                  | Ja                                  | Ja                                  |
| Omgevingslichtdetector   | Omgevingslichtdetector        | Ja                                  | Ja                                  | Ja                                  |
| Nabijheidssensor         | Nabijheidssensor              | Ja                                  | Ja                                  | Ja                                  |
| Magnetometer             | Magnetometer                  | Ja                                  | Ja                                  | Ja                                  |
| Gyroscoop                | Gyroscoop                     | Ja                                  | Ja                                  | Ja                                  |
| Barometer                | Barometer                     | Nee                                 | Nee                                 | Nee                                 |
| SensorCore               | SensorCore                    | Nee                                 | Nee                                 | Nee                                 |

### Modelvarianten
| Naam     | 810              | 820             | 820             | 820            | 822              |
| Model    | RM-878           | RM-824          | RM-825          | RM-826         | RM-845           |
| -------- | ---------------- | --------------- | --------------- | -------------- | ---------------- |
| Regio    | Verenigde Staten | Latijns-Amerika | Globaal         | EMEA           | Verenigde Staten |
| 3G       | Band 1/2/4/5     | Band 1/2/5/8    | Band 1/2/5/8    | Band 1/2/4/5/8 | Band 1/2/5/8     |
| 4G       | Geen 4G          | Band 4/17       | Band 1/3/7/8/20 | Geen 4G        | Band 13          |
| NFC      | Ja               | Ja              | Ja              | Ja             | Ja               |
| DTV      | Nee              | Nee             | Nee             | Nee            | Nee              |
| Dual Sim | Nee              | Nee             | Nee             | Nee            | Nee              |

## Opmerkingen
1. ↑  Windows 10 Mobile is vereist